# Il mago (Grossman)
Il mago (The Magicians) è un romanzo fantasy del 2009 dall'autore statunitense Lev Grossman.
Racconta la storia di Quentin Coldwater, un giovane che viene a conoscenza dell’esistenza della magia e che frequenta un college di magia nascosto a New York.
È il primo libro di una trilogia il secondo si intitola Il re mago, pubblicato nel 2011, e il terzo, ancora inedito in Italia, si intitola The Magician's Land. Dal romanzo sono state tratte una serie televisiva intitolata The Magicians e una graphic novel.

## Trama
Il protagonista Quentin Coldwater è un amante dei libri della saga per bambini Fillory and further che parla di un mondo fantastico in cui esiste la magia.  Quentin frequenta il liceo assieme ai suoi amici Julia e James e vuole fare il colloquio per entrare all'università di Princeton, ma purtroppo a causa di alcune peripezie finirà con il ritrovarsi al colloquio d'ingresso per Brakebills, scuola di magia del nord America, alla quale viene accettato. La scuola rimane segreta cancellando la memoria di coloro che non superano l'esame d'ingresso. Quentin decide di trasferirsi fin da subito nella nuova scuola nonostante i corsi non siano ancora iniziati e lì conosce Eliot, alunno di due anni più grande con cui fa amicizia.
Una volta iniziati i corsi Quentin si rende presto conto di quanto la magia sia noiosa da studiare e difficoltosa da praticare, ma nonostante ciò assieme ai suoi due compagni di corso Alice e Penny viene invitato a fare un test per passare direttamente al secondo anno. Solamente Quentin e Alice riescono a superare il test e per questo Penny prende a pugni Quentin.  Durante una noiosa lezione Quentin lancia un incantesimo per divertimento: ciò attirerà una spaventosa creatura da tutti detta “la bestia” che prima di essere fermata riuscirà a mangiare uno degli studenti.
Durante il terzo anno a ogni studente viene assegnata la disciplina intrinseca alla natura della propria magia (alchimia, astronomia, guarigione...). La disciplina di Quentin non si manifesta, ma lui viene comunque assegnato alla casa dei fisici assieme ad Alice. Nella casa dei fisici i due fanno amicizia con Janet e Josh; Quentin ritrova inoltre l’amico Eliot.
Durante il quarto anno, gli studenti vengono mandati per un semestre a Brakebills sud in Antartide dove, nonostante vengano costretti a studiare in solitudine e silenzio, Alice e Quentin si mettono insieme. Quentin torna a casa per le vacanze e incontra Julia. Julia nel frattempo aveva tentato e fallito l'esame per Brakebills, ma la memoria non le era stata cancellata correttamente e per questo era impazzita cercando d'imparare la magia. Quentin finisce con il rivelarle la posizione della scuola, sperando che il decano le cancelli la memoria definitivamente.
Dopo la laurea, Quentin si trasferisce insieme ad Alice e gli altri fisici a New York dove fa una vita sregolata fino a quando non arriva Penny con le prove dell’esistenza del mondo di Fillory. I ragazzi decidono di visitarlo e lì trovano la bestia che scoprono essere Martin Chatwin, il fratello maggiore dei Chatwin, che ha deciso di sacrificare la sua umanità per rimanere per sempre a Fillory. Dopo una lotta feroce Quentin gravemente ferito finisce in coma e viene lasciato presso un gruppo di centauri per essere curato; Alice si sacrifica per uccidere Martin e diventa un niffin.
Risvegliatosi dal coma, Quentin scopre che è stata Jane Chatwin, grazie a un magico orologio che viaggia nel tempo, a organizzare tutto per far sì che il gruppo di amici uccidesse suo fratello, la bestia. Quentin, disilluso decide di tornare sulla Terra e d'impegnarsi in un lavoro non magico fino a quando Eliot, Janet e Julia si presentano per tornare a Fillory e diventarne sovrani. Solamente dei figli della terra possono infatti governare Fillory e il posto è vacante dopo l'abbandono dei fratelli Chatwin.

## Personaggi
Quentin Makepeace ColdwaterQuentin è un mago ossessionato dalla serie di libri per bambini dedicata a Fillory, una terra dominata dalla magia. Prima di scoprire l'esistenza di Brakebills era molto introverso e depresso a causa di un vuoto nella sua vita e alla sensazione di non appartenere a nessun luogo. Le sue paranoie e paure tornano dopo l'attacco della bestia a Brakebills e scompaiono nuovamente una volta scoperta di Gimmi. Quentin fantastica di viaggiare a Fillory per vivere la sua fantasia infantile, ma ne rimane profondamente deluso una volta arrivato.
Alice QuinnUna talentuosa maga che discende da una famiglia di maghi. Ha una relazione con Quentin mentre frequenta Brakebills. È inizialmente molto riservata e timida, ma si apre con Quentin quando entrambi vengono assegnati alla casa dei fisici. Parte per Fillory assieme agli altri e durante lo scontro con la bestia finisce con il farsi consumare dal proprio incantesimo diventando un niffin.
Eliot WaughConosce Quentin durante le vacanze estive prima dell’inizio del suo primo anno accademico. È due anni più grandi di Alice e Quentin, ma sono comunque amici; per questo, finita la scuola, si trasferisce con loro e i tre partono insieme per Fillory.
Janet Pluchinsky (Margo)È un'altra studentessa che fa parte del gruppo dei fisici ed è dello stesso anno di Eliot. Nasconde la sua insicurezza con la sua schiettezza e cattiveria, ma è estremamente leale con i suoi amici. Parte anche lei con gli altri per Fillory.
Josh HobermanÈ un ragazzo simpatico e sovrappeso che fa parte del gruppo dei critici ed è dello stesso anno di Janet ed Eliot. È un mago estremamente forte, ma ha gravissimi problemi con la concentrazione e per questo riesce a malapena a laurearsi.
William Adiyodi (Penny)È uno studente di Brakebills dello stesso anno di Alice e Quentin. La sua disciplina è quella psichica ed è un viaggiatore, motivo per cui riesce a provare l’esistenza di Fillory e a raggiungerla.
Julia WickerUna brillante strega amica d’infanzia di Quentin che dopo aver fallito l’esame d'ingresso per Brakebills impara la magia grazie a vie alternative.
Amber e UmberSono i due montoni dèi di Fillory. Sono più grandi di un normale montone e con le corna arricciate. Nei libri su Fillory, incaricavano i protagonisti di fare una ricerca all'inizio, e poi tornavano alla fine per rimandarli a casa.
Henry FoggIl decano di Brakebills.
Misha MayakovskyIl professore che dirige Brakebills sud in Antartide.
MiaStudente di Brakebills un anno più grande di Eliot, Janet e Josh che intraprende con gli altri il viaggio verso Fillory.
AnaïsUna maga del Lussemburgo che intraprende una relazione aperta con Josh e viaggia con gli altri a Fillory.
FenLa guardia del gruppo verso la tomba di Ember nelle terre di Fillory.

## Ambientazione
Il primo libro si svolge inizialmente all'interno di Brakebills, l'istituzione principale per lo studio della magia in Nord America, nascosto nel bel mezzo di New York. Qua gli studenti acquisiscono preziose esperienze e proseguono verso carriere di successo in una vasta gamma di campi magici. L’ammissione è estremamente selettiva e non sono gli studenti a richiedere di essere ammessi, ma è la scuola a invitarli: se falliscono l’esame la loro memoria viene cancellata. All'interno dell’edificio principale si svolgono le lezioni e si trovano anche le camere per gli studenti che non hanno ancora scoperto la loro disciplina. All'interno del campus si trovano delle case all'interno delle quali gli studenti vivono divisi per discipline: le case delle discipline sono nascoste agli studenti che non vi appartengono. Nella scuola gli studenti praticano uno sport chiamato Welters che si gioca su una gigantesca scacchiera divisa in quadrati realizzati in vari materiali (zone erbose, acqua…). Gli studenti inoltre passano un intero semestre in una succursale della scuola chiamata Brakebills sud che si trova in Antartide ed è gestita dal professor Mayakovsky.
Fillory è la magica terra creata dagli dei Amber e Umber e l'ambientazione delle serie di romanzi di Christopher Plover amata da Quentin. Il nome Fillory è usato sia per descrivere la terra che una delle monarchie presenti. Fillory deve essere governata da quattro figli della Terra di cui metà femmine e metà maschi che risiedono a castel Guglie-bianche.

## Influenze
Grossman ha in più interviste dichiarato la sua passione per la saga di Harry Potter di J. K. Rowling e mentre scriveva Il mago si chiese:
(Lev Grossman, Intervista all'autore)
 inoltre decise di non includere figure corrispondenti a Silente e Voldemort così da non rendere definita la linea tra i buoni e i cattivi.
L’autore, in un'intervista, ha detto di essere rimasto sorpreso dalla bellezza del libro del fratello Austin Grossman Soon I will be invincible che parla di supereroi; ciò lo ha spinto a cercare un argomento da trattare all'interno del suo libro. Per questo, ha deciso di ispirarsi a Jonathan Strange & il signor Norrell, un romanzo di Susanna Clarke sulla magia al tempo delle guerre napoleoniche.
Aveva inizialmente deciso di fare un riferimento diretto alle cronache di Narnia inserendo la foresta di mezzo, un enigmatico bosco con numerosi stagni come portali per infiniti mondi, ma la sua casa editrice glielo ha impedito. Ha allora riadattato i passi scrivendo di una città di mezzo con infinite fontane come portali per nuovi mondi.
In molti credono che Brakebills sia ispirata alla scuola di magia della saga di Harry Potter chiamata Hogwarts, ma in realtà è ispirata alla Oxford del 1920 cioè dove si svolge la prima metà di Brideshead, romanzo inglese del 1945.
I romanzi fantasy tendono a non preoccuparsi dell’interiorità dei personaggi, ma Grossman ha invece deciso di ispirarsi a M. Proust e di dare una caratterizzazione interiore moderna ai personaggi del libro.
Fra le principali influenze ricordiamo inoltre:
- Ursula K. Le Guin - Il mago di Earthsea[7]
- A. Moore - Watchmen[7]
- L. Niven -  Warlock stories[7]
- F. Leiber - Fafhrd e il Gray Mouser[7]
- J. Franzen - Le correzioni[7]
- R. Ludlum - Un nome senza volto[7]
- G. R.R. Martin - Game of Thrones[7]
- T. H. White - Re in eterno[7]
- Myth: The Fallen Lords  (gioco di ruolo)[7]
- Dungeons and Dragons (gioco di ruolo)[7]
- Highlander - L'ultimo immortale[7] (diretto da Russell Mulcahy).

L’autore ha dichiarato che mentre scriveva ascoltava i Metric, un gruppo indie rock canadese, la cui musica gli trasmette quella malinconia, non lugubre, che spera di trasmettere ai propri lettori con il proprio libro.

## La stesura
Lev Grossman ha cominciato a scrivere il libro nel 1996, durante i suoi anni di studio a Yale mentre avrebbe dovuto prepararsi per gli esami. Ha scritto pochi capitoli e poi ha lasciato perdere fino al 2004, anno in cui ha cominciato nuovamente a lavorarci. Una volta che ebbe iniziato a guardare la storia come un adulto divenne consapevole di tutto ciò che gli altri autori di fantasy avevano scelto di non trattare e aveva deciso che sarebbe stato quello su cui avrebbe basato la sua storia.

## Riconoscimenti e giudizi sul libro
Lev Grossman ha vinto nel 2011 il premio John Wood Campbell Memorial per il miglior nuovo scrittore.
Il mago nel 2010 ha vinto il premio Alex.

L’A.V. Club lo ha definito come  
(Todd VanDerWerff, Book Review - Lev Grossman: The Magicians)
.
Il libro ha inoltre ottenuto ottime recensioni nella lista dei bestseller del New York Times; lo stesso giornale lo ha inoltre definito come un Harry Potter con temi più adulti. Wired definisce la saga come un ridisegno di Narnia in toni più accesi, ma non significativo perché con un contenuto non abbastanza nuovo.

## Edizioni
Edizione originale
- (EN) Lev Grossman, The Magicians, New York, Viking, 2009, ISBN 978-0-670-02055-3, LCCN M34 PS3557.R6725 M34.

Prima edizione italiana
- Lev Grossman, Il mago, Milano, Rizzoli, 2010, ISBN 978-88-17-03789-1, SBN CAG1729799.

## Opere derivate

### Serie televisiva
La Fox, nel 2011, propose la creazione di una serie TV ispirata alla saga, ma alla fine decise di non realizzarla. Nel 2014, Syfy produsse allora una prima stagione di 13 episodi, andata in onda a gennaio del 2016. La serie televisiva è distribuita inIitalia da TimVision dal 20 dicembre del 2016. La serie fu rinnovata per una seconda stagione composta da 13 episodi, che andò in onda nel 2017. Attualmente sono state girate cinque stagioni.
La serie è prodotta da Michael London e Janice Williams e scritta da John McNamara e Sera Gamble. Nel cast sono presenti Jason Ralph nel ruolo di Quentin, Olivia Taylor Dudley nel ruolo di Alice, Hale Appleman nel ruolo di Eliot, Summer Bishil nel ruolo di Janet, Arjun Gupta come Wiliam, Stella Maeve come Julia e Rick Worthy nei panni del decano Fogg.
Le principali differenze con il libro sono:
- i personaggi all’inizio della serie sono più grandi[25];
- Janet viene ribattezzata Margo Hanson perché secondo gli autori c’erano troppi personaggi il cui nome iniziava con la ‘J’. All'interno della serie vengono fatti riferimenti al suo nome per due volte: quando la bibliotecaria Zelda la chiama Janet e quando dopo che la magia viene ripristinata, le viene data una nuova identità il cui nome è Janet Pluchinsky;
- Kady è un personaggio che compare solamente all'interno della serie televisiva, dove prende il posto di Josh per la maggior parte della prima stagione[26];
- Josh compare solamente nella seconda parte della serie televisiva ed è il membro di una classe del terzo anno scomparsa anni prima[27];
- A Quentin viene formalmente diagnosticata la depressione, che nel romanzo può essere solo supposta[28];
- Jane Chatwin è coinvolta fin dall'inizio e molto di più per l’intera durata della serie[29];
- il decano Fog nei romanzi viene descritto come un uomo robusto, biondo e caucasico mentre nella serie TV è un uomo calvo di origine africana[24];
- Fen nella serie televisiva è la figlia di un armaiolo con la quale Eliot è costretto a sposarsi[30][31];

### Graphic novel
The Magicians: Alice's Story è un romanzo grafico scritto da Lilah Sturges e illustrato con i disegni di Pius Bak, ambientato nel mondo di il mago. Pubblicato nel luglio del 2019 dalla casa editrice Boom!Studios, è ancora inedito in Italia.
The Magicians racconta gli eventi di Il mago attraverso la prospettiva di Alice Quinn prima di frequentare Brakebills e d'imbarcarsi nel viaggio per Fillory. Sono presenti anche personaggi assenti o solamente citati nel libro, come Stephanie e Daniel Quinn, i genitori di Alice, nonché Charlie, il fratello di Alice che si è trasformato in un niffin durante i suoi anni di studio a Brakebills in seguito a un incantesimo concluso male.